# Henkel
Henkel AG & Co. KGaA — німецька хімічна компанія, що складається з двох глобальних бізнес-підрозділів (споживчі товари, клейові технології). Компанія займала 486 місце в Fortune Global 500 (2011 рік). Штаб-квартира розташована в Дюссельдорфі.

## Історія
У 1876 в місті Аахені молодий торговець Фріц Хенкель разом з двома приятелями заснував компанію Henkel & Cie. На суд місцевих жителів партнери представили Universalwaschmittel, перший універсальний пральний порошок, приготований на основі силікату. Кілька десятків років компанія розвивалася досить спокійно. Але в 1907 році компанія вивела на ринок марку Persil, яка дала імпульс для швидкого зростання Henkel.
Рекламуючи свою продукцію, власники Henkel першими серед інших німецьких компаній почали інформувати покупців про склад та особливості продукції. До кінця XX століття Henkel перетворилася у велику міжнародну корпорацію.
У 1995 після поглинання компанії Schwarzkopf у складі Henkel Group утворюється косметичний підрозділ Schwarzkopf & Henkel, що спеціалізується на засобах по догляду за волоссям.

## Діяльність
В групу Henkel входять 340 заводів в 70 країнах світу.
Керівництво підрозділу Henkel в Центральній і Східній Європі розташоване у Відні, Австрія. Підрозділ охоплює 30 країн. У 2007 році продажі цього підрозділу склали 2,214 млрд євро. З них найбільша частка продажів — 18,8 % — припадала на Росію, на другому місці Польща (13,7 %), на третьому — Туреччина (12,2 %).
Виручка компанії в 2010, склала близько $20 млрд (на 6 % більше, ніж за аналогічний період минулого року), чистий прибуток — трохи менше $1,5 млрд (на 77 % більше, ніж за аналогічний період 2009 року).
Після початку повномасштабного вторгнення Росії в Україну компанія припинила діяльність в Росії.
20 квітня 2023 року Henkel підписала угоду про продаж бізнесу в Росії консорціуму місцевих фінансових інвесторів. Ціна продажу склала 54 мільярди рублів (близько 600 мільйонів євро).

### Henkel в Україні

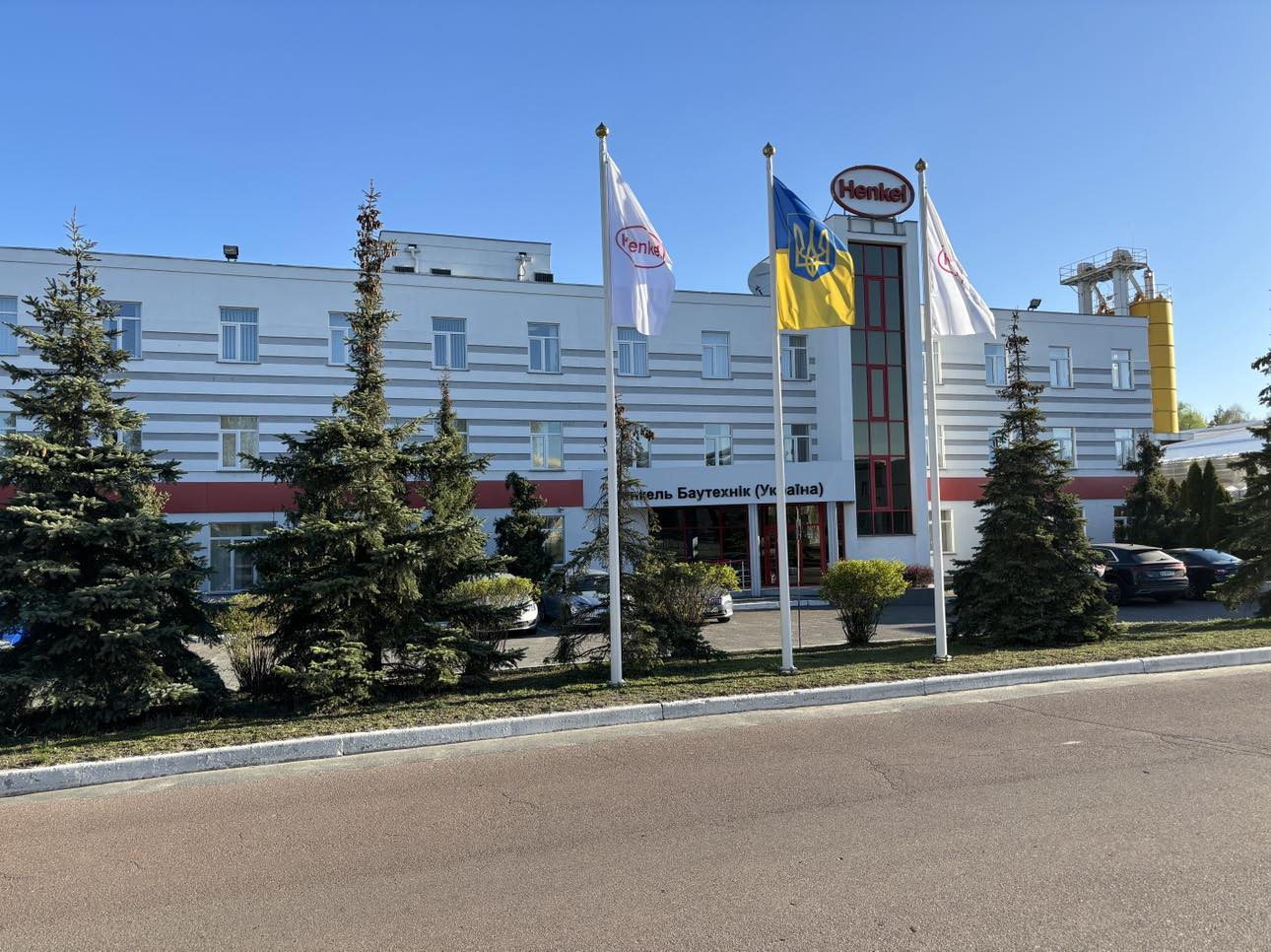
Офіс Хенкель Баутехнік Україна в м. Вишгород

Створення Хенкель Баутехнік Україна в 1998 році також відзначило запуск діяльності компанії Henkel на українському ринку. У 2000 році Henkel CEE взяла на себе відповідальність за сегменти миючих засобів, а через рік було створено Хенкель Україна.
Станом на 2017 рік в Україні розташовані чотири виробничі об'єкти і два головні офіси, які відповідають за реалізацію продукції компанії у наступних бізнес-напрямках: Клейові технології (англ. Adhesive Technologies), Косметика (англ. Beauty Care), Миючі та чистячі засоби (англ. Laundry & Home Care). Найбільш важливі бренди — Bref, Brillance, Ceresit, Clin, Fa, Gliss, Loctite, Losk, Makroflex, Moment, Palette, Persil, Perwoll, Pur, Rex, Schauma, Silan, Somat, Syoss, Taft, Technomelt та Thomsit..
З початку повномасштабного вторгнення Росії в Україну роботу чотирьох підприємств Хенкель Баутехнік Україна було призупинено.
У травні 2022 року роботу двох із чотирьох заводів в Україні було відновлено.
26 серпня 2023 року Хенкель Баутехнік Україна представила суміш для 3D-принтингу будинків, створену за технологією компанії UTU. Суміш вже використовують для 3D-принтингу будинків для родин, які втратили житло в наслідок повномасштабного вторгнення Росії в Україну.
У 2024 році завод Хенкель Баутехнік Україна у місті Вишгород відзначив 25-річчя діяльності. Він був першим із чотирьох виробничих об'єктів, створених компанією в Україні.

## Конкуренти
Основними конкурентами у сфері гігієни Хенкель є Unilever, Procter & Gamble та Benckiser Reckitt. У сфері краси головними конкурентами постають Unilever, Procter & Gamble та L'Oréal. У хімічній сфері основними багатонаціональними конкурентами є Бостік і H.B. Fuller.
Хенкель був оштрафований компанією Autorité de La Currence у Франції у 2016 році за фіксацію цін на продукти особистої гігієни.